# Hans Friedrich Heinrich von Borstell
Hans Friedrich Heinrich von Borstell (né le 28 février 1730 à Schinne et mort le 26 novembre 1804 à Salzwedel) est un officier prussien, en dernier lieutenant général.

## Biographie

### Origine
Hans Friedrich Heinrich est le fils de Georg Friedrich von Borstell (né le 24 janvier 1697 et mort le 27 juin 1741), seigneur de Schinne et de son épouse Marie Elisabeth, née von Quast (de), de la branche de Protzen.

### Carrière militaire
Borstell entre le 6 juillet 1743 à la maison des cadets de Berlin et est page auprès de la reine de Prusse du 18 février 1745 au début janvier 1753. Il est ensuite engagé comme junker dans le 7e régiment de cuirassiers "von Bredow (de)". En tant que lieutenant et adjudant de Georg Wilhelm von Driesen (de), il participe aux batailles de Lobositz, Prague, Kolin, Rossbach, Leuthen et Kay lors de la guerre de Sept Ans, où il est blessé. De plus, Borstell combat à Reichenbach, les sièges de Breslau et de Schweidnitz. Lors de la bataille de Maxen, il est capturé, mais échangé en 1762. Le 24 août 1759, Borstell devient chef d'escadron et Rittmeister dans son régiment. Le 5 juin 1769, il est promu major et à ce titre il participe ensuite à la guerre de Succession de Bavière dans l'armée du prince Henri de Prusse.
Le 21 Mai 1782 Borstell devient lieutenant-colonel et le 2 juin 1783 colonel. Un an plus tard, il est nommé commandant du régiment de cuirassiers. Il dirige ensuite également celui-ci en 1787 dans la campagne de Hollande. Le 1er décembre 1788, Frédéric-Guillaume II confie à Borstell le commandement du 9e régiment de dragons "von Zitzewitz (de)". Six mois plus tard, il est promu général de division et le roi lui confie le poste de chef du 7e régiment de cuirassiers "von Ilow (de)" à la place de son ancien régiment de dragons. Lors de la guerre de la première coalition, il participe avec succès à la bataille de Pirmasens. Dirigées par le duc Charles-Guillaume-Ferdinand de Brunswick-Wolfenbüttel, les troupes prussiennes ont vaincu l'armée française sous les ordres du général de division Jean René Moreaux. Le régiment de cuirassiers sous les ordres de Borstell joue un rôle décisif dans cette victoire. Par la suite, il combat à Kaiserslautern, au siège de Mayence et à l'attaque de Kostheim.
Pour ses mérites, il reçoit l'ordre de l'Aigle rouge le 17 septembre 1793 et est promu lieutenant-général le 8 janvier 1795.
Borstell décède le 24 novembre 1804 dans son quartier général de Salzwedel et est enterré le 30 novembre dans le caveau familial de son église patronale à Schinne.

### Famille
Borstell est marié depuis le 19 août 1769 avec Charlotte Luise Wilhelmine, la fille du major général de Johann Ludwig von Ingersleben. Le mariage donne naissance aux enfants suivants:
- Hans Friedrich Georg Ludwig Wilhelm (né en 1770 et mort le 14 septembre 1793 à Pirmasens), premier lieutenant prussien
- Amalie Wilhelmine (née le 18 octobre 1772 et morte le 19 août 1859) mariée avec Wilhelm Heinrich von Besser (de) (1771–1829), plus tard colonel et commandant du 7e régiment de dragons, fils d'Ehrenreich Wilhelm Gottlieb von Besser
- Ludwig (né en 1771 et mort le 11 avril 1793), sous-lieutenant prussien
- Ludwig Karl Georg Leopold (1773–1844), général de cavalerie prussien marié en 1797 avec Albertine Wilhelmine Luise Amalia von Voß (née le 3 mai 1777 et morte le 2 septembre 1842)
- Karl Alexander Emilius Heinrich (1778–1856), général de cavalerie prussien marié en 1803 avec Henriette Adelheid Oest von Driessen (née le 10 septembre 1783 et morte le 7 mars 1853)